# NGC 2738

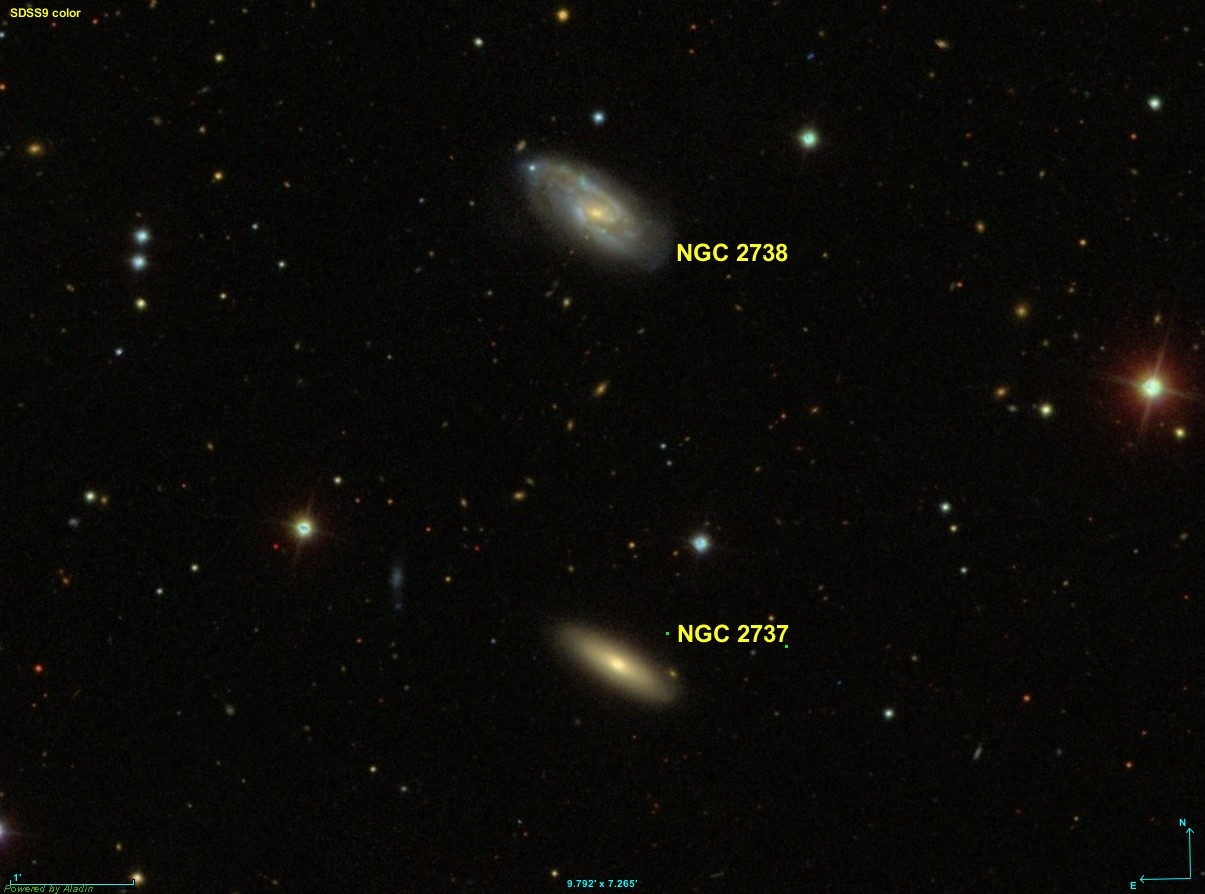
NGC 2737 et NGC 2738 sont probablement en interaction gravitationnelle.

NGC 2738 est une galaxie spirale située dans la constellation du Cancer. NGC 2738 a été découverte par l'astronome prussien Heinrich Louis d'Arrest en 1863.

## Caractéristiques
Sa vitesse par rapport au fond diffus cosmologique est de 3 372 ± 19 km/s, ce qui correspond à une distance de Hubble de 49,7 ± 3,5 Mpc (∼162 millions d'al).
À ce jour, trois mesures non basées sur le décalage vers le rouge (redshift) donnent une distance de 44,533 ± 1,436 Mpc (∼145 millions d'al), ce qui est à l'intérieur des valeurs de la distance de Hubble.
La classe de luminosité de NGC 2738 est I-II et elle présente une large raie HI.

## Groupe de NGC 2749
NGC 2738 fait partie du groupe de NGC 2749. Les autres galaxies de ce groupe sont NGC 2730, NGC 2744, NGC 2749, NGC 2764, UGC 4773, UGC 4780 et UGC 4809.
Les galaxies NGC 2737 et NGC 2738 sont dans la même région du ciel et elles sont à presque la même distance de la Voie lactée. Elles dont probablement en interaction gravitationnelle, mais NGC 2737 n'a pas été incluse dans le groupe de NGC 2749 par Garcia, ce qui est probablement un oubli.